# Elkstone
Elkstone – wieś i civil parish w Anglii, w Gloucestershire, w dystrykcie Cotswold. W 2011 roku civil parish liczyła 248 mieszkańców. Elkstone jest wspomniana w Domesday Book (1086) jako Elchestane.